# Martin Krenn (Künstler)

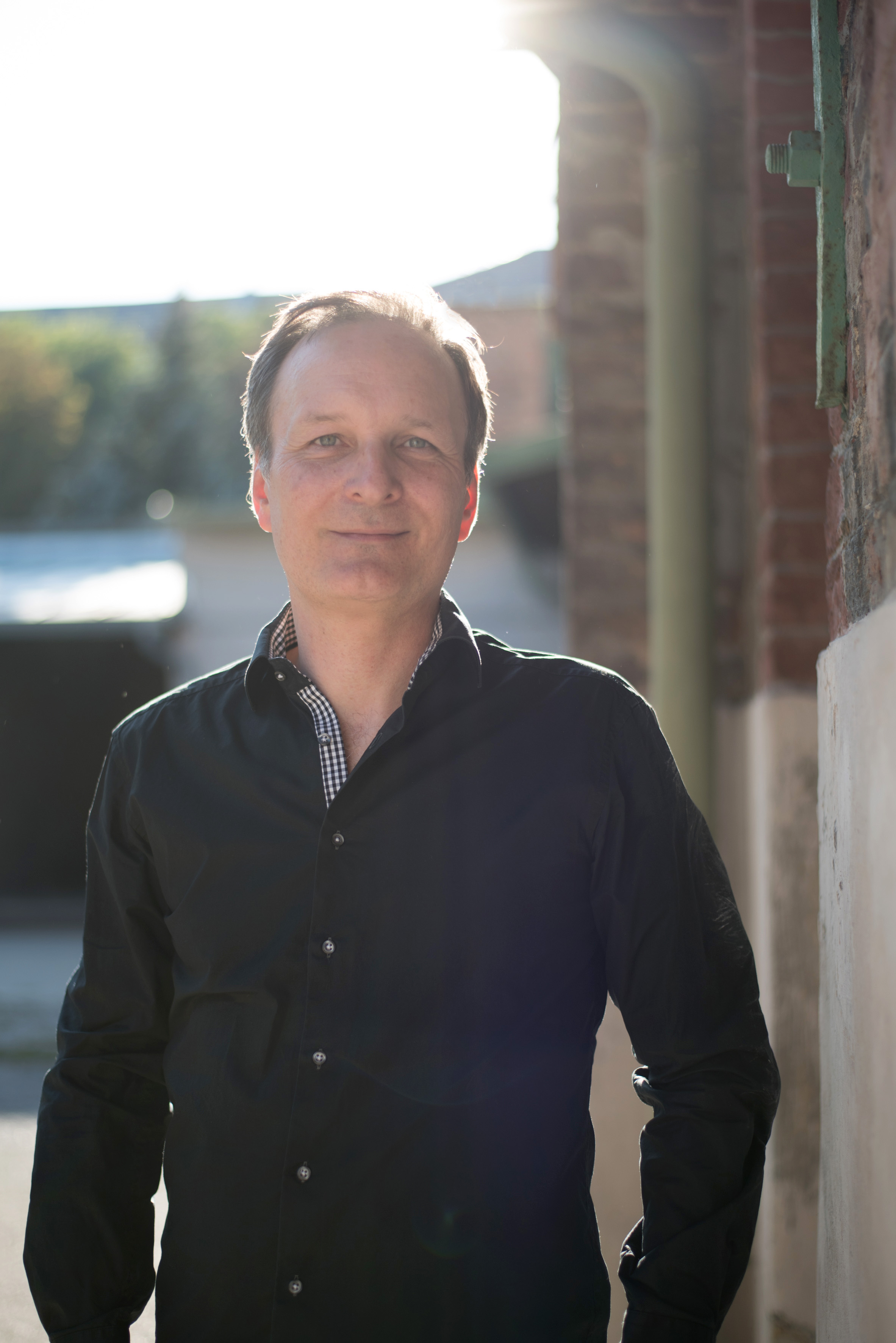
Martin Krenn, 2020

Martin Krenn (geboren 1970 in Wien) ist ein österreichischer Künstler.

## Leben und Werk
Krenn realisiert Projekte, Ausstellungen, Arbeiten im öffentlichen Raum und Videos zu Themen wie Kapitalismus, Rassismus, Nationalsozialismus und zur Globalisierungsbewegung. Krenn verschränkt in seiner Praxis Kunst mit sozialem und gesellschaftspolitischem Engagement. Zudem ist er als Kurator tätig und entwickelte unter anderem folgende Ausstellungsprojekte: Die Plakatserie „Arbeiten gegen Rassismen“ in Wien im Jahr 2005 und 2005–2009 gemeinsam mit Andrea Domesle die Wanderausstellung „Zur Tektonik der Geschichte / On the tectonics of history“. Diese wurde im Forum Stadtpark in Graz (A), in der Galerii Emila Filly in Ústí nad Labem (CZ), im Wyspa Institute of Art in Gdańsk (PL), in der Motorenhalle Dresden (D) und im ISCP-New York (USA) gezeigt. Seit 2007 arbeitet er in Kooperation mit Aktivisten an dem Videoprojekt „In Between the Movements“ zu lokalen und globalen Widerstandsformen.
Von 2006 bis 2020 unterrichtete er an der Universität für angewandte Kunst in der Abteilung „Kunst und kommunikative Praxis“. Im Zuge seiner Lehrtätigkeit an der Universität für angewandte Kunst leitete er das Projekt „Open Call zur Umgestaltung des Lueger Denkmals in Mahnmal gegen Antisemitismus und Rassismus“, das ein breites Medienecho nach sich zog. Er war von 2006 bis 2009 Vorsitzender der Interessenvertretung der Bildenden Künstlerinnen und Künstler in Österreich (IG Bildende Kunst).
Am 3. April 2016 wurde das von Krenn gestaltete Mahnmal Friedenskreuz St. Lorenz enthüllt, welches die auf einem transparenten Metallgewebe gedruckte Fotomontage „Deutsche Eicheln“ von John Heartfield vor das in den 1960er Jahren errichtete Gedenkkreuz einer Kampfgruppe der deutschen Wehrmacht setzte.
2020 wurde Martin Krenn zum Professor für Kunstvermittlung am Institut FREIE KUNST der Hochschule für Bildende Künste Braunschweig berufen. Martin Krenn lebt und arbeitet in Braunschweig und Wien.

## Ausstellungen

### Einzelausstellungen, Projekte im öffentlichen Raum (Auswahl)
- 1995: „Die Neue Rechte – Materialien für die Demontage“, Plakatserie in Wien (A) mit Oliver Ressler
- 1996: „Gelernte Heimat“, Neue Galerie, Plakatobjekt am Hauptplatz in Graz (A) mit Oliver Ressler
- 1997: „Institutionelle Rassismen“, Kunsthalle Exnergasse, Wien (A); Plakatobjekt vor der Wiener Staatsoper mit Oliver Ressler
- 2000: „Demonstrate!“, Salzburger Kunstverein, Salzburg (A)
- 2001: „Rückgabe“, Galerie 5020., öffentlicher Raum in Salzburg (A) mit Wolfram P. Kastner
- 2001: „Demonstrate!“, Centre d’art Passerelle, Brest (F)
- 2001: „Border Crossing Services“, Kunstraum der Universität Lüneburg (GER), Postwurfsendung mit Oliver Ressler
- 2003: „European Corrections Corporation“, in Kooperation mit der Galerie der Stadt Wels (A), Kontainer-Installation in Wels mit Oliver Ressler
- 2004: „City Views“, Mala galerija/Cankarjev Dom, Ljubljana (SI)
- 2005: „Monument für die Niederlage – Zeit der Befreiung 1945–1947“, temporäre Installation, Ostarrichipark, Wien (A) mit Charlotte Martinz-Turek, Nora Sternfeld, Luisa Ziaja.
- 2006 „Einbahnstraße. Arbeiten und Projekte von Martin Krenn.“ Galerie Vor Ort, Wien (A)
- 2007: ”Right to stay”, Performance, Billboardobject, realisiert im Rahmen von „We are many – positions on the theme of migration“, Graz (A)
- 2008: „Monument for a just City“, Soziale Plastik im Rahmen vom Urban Festival 08, Zagreb (Cr)
- 2009: “Democracy and welfare for all”, Workshop, Performance, Plakat, realisiert im Rahmen von “Normalzustand” Festival der Regionen, Linz/Auwiesen (A)
- 2011: „Memory in (Post-) Totalitarianism“, Ausstellung, Galerie Zimmermann-Kratochwill, Graz (A)
- 2016: „Mahnmal Friedenskreuz St. Lorenz“, permanente Installation im öffentlichen Raum, St. Lorenz (A)

### Teilnahme an Gruppenausstellungen (Auswahl)
- 2000: „Widerstand – Art et Politique en Autriche“, Apegac/Espace Donguy, Paris (F)
- 2000: „Wider Bild Gegen Wart“, NICC, Antwerpen (B)
- 2000: „Widerstand: Art and Politics from Austria“, artspace Rhizom, Aarhus (DK)
- 2001: „Neubauten“, W139, Amsterdam (NL)
- 2002: „Telepidemic!“, Videoart Center Tokyo, Kobe, (J)
- 2003: „Learning from*“ NGBK, Berlin, (D)
- 2003: „The bourgeois show – social structures in urban space“, Dunkers Kulturhus, Helsingborg (S)
- 2004: „Telepidemic!“, Hong Kong Art Center, Hong Kong (HK)
- 2004: „Exciting Europe“, Galerie für Zeitgenössische Kunst, Leipzig (GER)
- 2004: „Minority Report: Challenging Intolerance in Contemporary Denmark“, Aarhus Festival of Contemporary Art, Aarhus (DK)
- 2005: „Corporate World“, Toronto Free Gallery, Toronto (CAN)
- 2006: „Not Sheep – New Urban Enclosures and Commons“, Artspeak Gallery, Vancouver (CAN)
- 2007: „Free Radicals“, The Israely Center of Digital Art, Holon (IL)
- 2007: „Why do you Resist? Forms of Resistance in contemporary art and society“, Center for Contemporary Central European Art, Usti nad Labem (CZ)
- 2008: “la vie moderne / revisitée” Centre d’Art Passerelle, Brest, (FR)
- 2008: „Monster“, Motorenhalle Dresden (D)
- 2009: ”Pièces de résistance. Forms of resistance in contemporary art” Kunstmuseum Thun, CH